# Ian White
Ian White (* 4. června 1984 Steinbach, Manitoba) je bývalý kanadský hokejový obránce.

## Hráčská kariéra
Draftován byl v roce 2002 týmem Toronto Maple Leafs, ale svůj debut v NHL si odbyl až v roce 2005, kdy v 12 zápasech nasbíral 6 bodů, poté byl poslán do farmářského celku Toronto Marlies.
Od roku 2006 nastupoval za Maple Leafs pravidelně a stal se jedním z klíčových beků mužstva. V roce 2010 byl vyměněn do Calgary Flames, kde zůstal jen rok. V roce 2011 byl vyměněn do Caroliny Hurricanes a ta ho ještě tutéž sezónu vyměnila do San Jose Sharks. V týmu Sharks také nepobyl moc dlouho a v červnu roku 2011 se jako volný hráč upsal Detroitu Red Wings. V Detroitu dostával hodně prostoru a hrál vedle legendárního Niklase Lidstroma a to se projevilo na jeho výkonech. Za sezónu nasbíral 32 bodů.

## Ocenění a úspěchy
- 2002 WHL - Nejlepší střelec na pozici obránce
- 2002 WHL - Nejproduktivnější obránce
- 2002 WHL - Brad Hornung Trophy
- 2003 CHL - Druhý All-Star Tým
- 2003 MSJ - Nejlepší střelec na pozici obránce
- 2003 WHL - První All-Star Tým (Východ)
- 2003 WHL - Nejlepší střelec na pozici obránce

## Prvenství

### NHL
- Debut - 26. března 2006 (New Jersey Devils proti Toronto Maple Leafs)
- První asistence - 26. března 2006 (New Jersey Devils proti Toronto Maple Leafs)
- První gól - 1. dubna 2006 (Toronto Maple Leafs proti Buffalo Sabres)

### KHL
- Debut - 9. ledna 2014 (Traktor Čeljabinsk proti Dinamo Riga)
- První asistence - 26. února 2014 (Traktor Čeljabinsk proti HK Dynamo Minsk)

## Klubová statistika
| 2000–01      | Swift Current Broncos  | WHL          | 69  | 12 | 31  | 43  | 24  | 19 | 1 | 4 | 5  | 6  |
| 2001–02      | Swift Current Broncos  | WHL          | 70  | 32 | 47  | 79  | 40  | 12 | 4 | 5 | 9  | 12 |
| 2002–03      | Swift Current Broncos  | WHL          | 64  | 24 | 44  | 68  | 44  | 4  | 0 | 4 | 4  | 0  |
| 2003–04      | Swift Current Broncos  | WHL          | 43  | 9  | 23  | 32  | 32  | 5  | 1 | 3 | 4  | 8  |
| 2003–04      | St. John's Maple Leafs | AHL          | 8   | 0  | 4   | 4   | 2   | —  | — | — | —  | —  |
| 2004–05      | St. John's Maple Leafs | AHL          | 78  | 4  | 22  | 26  | 54  | 5  | 0 | 2 | 2  | 2  |
| 2005–06      | Toronto Marlies        | AHL          | 59  | 8  | 29  | 37  | 42  | 5  | 1 | 4 | 5  | 4  |
| 2005–06      | Toronto Maple Leafs    | NHL          | 12  | 1  | 5   | 6   | 10  | —  | — | — | —  | —  |
| 2006–07      | Toronto Maple Leafs    | NHL          | 76  | 3  | 23  | 26  | 40  | —  | — | — | —  | —  |
| 2007–08      | Toronto Maple Leafs    | NHL          | 81  | 5  | 16  | 21  | 44  | —  | — | — | —  | —  |
| 2008–09      | Toronto Maple Leafs    | NHL          | 71  | 10 | 16  | 26  | 57  | —  | — | — | —  | —  |
| 2009–10      | Toronto Maple Leafs    | NHL          | 56  | 9  | 17  | 26  | 39  | —  | — | — | —  | —  |
| 2009–10      | Calgary Flames         | NHL          | 27  | 4  | 8   | 12  | 12  | —  | — | — | —  | —  |
| 2010–11      | Calgary Flames         | NHL          | 16  | 2  | 4   | 6   | 6   | —  | — | — | —  | —  |
| 2010–11      | Carolina Hurricanes    | NHL          | 39  | 0  | 10  | 10  | 12  | —  | — | — | —  | —  |
| 2010–11      | San Jose Sharks        | NHL          | 23  | 2  | 8   | 10  | 8   | 17 | 1 | 8 | 9  | 8  |
| 2011–12      | Detroit Red Wings      | NHL          | 77  | 7  | 25  | 32  | 22  | 5  | 1 | 0 | 1  | 0  |
| 2012–13      | Detroit Red Wings      | NHL          | 25  | 2  | 2   | 4   | 4   | —  | — | — | —  | —  |
| 2013–14      | Traktor Čeljabinsk     | KHL          | 10  | 0  | 1   | 1   | 0   | —  | — | — | —  | —  |
| 2014–15      | Providence Bruins      | AHL          | 8   | 1  | 3   | 4   | 4   | —  | — | — | —  | —  |
| 2014–15      | Milwaukee Admirals     | AHL          | 34  | 3  | 16  | 19  | 13  | —  | — | — | —  | —  |
| Celkem v NHL | Celkem v NHL           | Celkem v NHL | 503 | 45 | 134 | 179 | 254 | 22 | 2 | 8 | 10 | 8  |

## Reprezentace
| Rok                    | Tým                    | Soutěž                 | Z | G | A | B | TM |
| ---------------------- | ---------------------- | ---------------------- | - | - | - | - | -- |
| 2003                   | Kanada 20              | MSJ                    | 6 | 2 | 4 | 6 | 0  |
| 2009                   | Kanada                 | MS                     | 5 | 1 | 3 | 4 | 0  |
| Juniorská reprezentace | Juniorská reprezentace | Juniorská reprezentace | 6 | 2 | 4 | 6 | 0  |
| Seniorská reprezentace | Seniorská reprezentace | Seniorská reprezentace | 5 | 1 | 3 | 4 | 0  |